# Парад роз

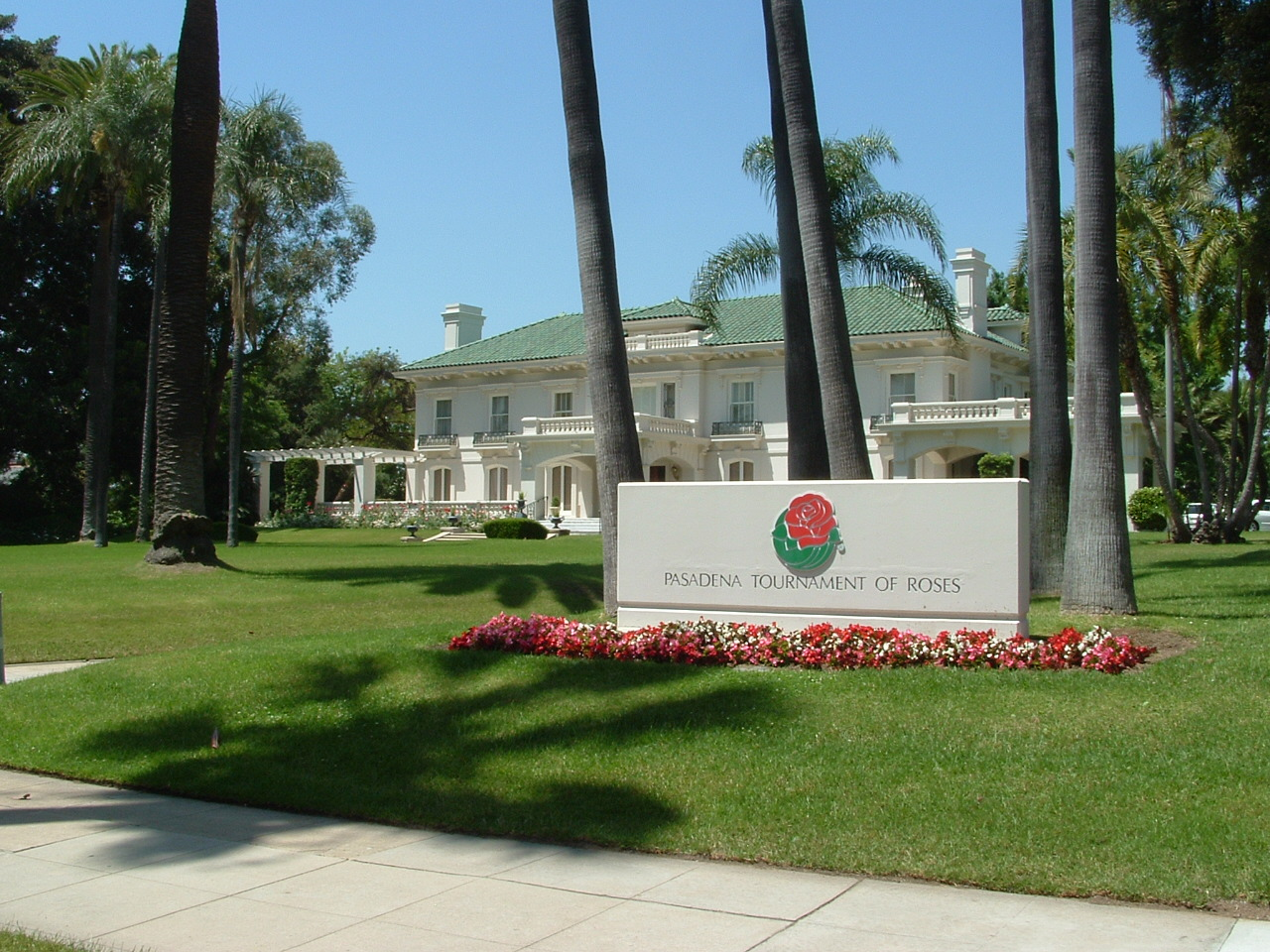
Штаб-квартира парада роз

Парад роз (англ. Rose Parade) — крупнейший из парадов, проводимых в штате Калифорния. Парад организует некоммерческая организация «Пасадинская ассоциация турниров роз», он проходит ежегодно утром 1 января на бульваре Колорадо калифорнийского города Пасадины.
В параде принимают участие цветочные передвижные платформы, марширующие оркестры и конные ансамбли. Парад роз привлекает в Пасадину тысячи зрителей, его телетрансляции смотрят миллионы человек в США и по всему миру. С 2011 года спонсором новогоднего праздничного мероприятия в Пасадине является Honda, фирменная платформа компании возглавляет парад. После парада роз во второй половине дня разыгрывается кубок роз по американскому футболу среди студенческих команд.
В параде роз 2019 года участвовало 44 передвижных платформы, 18 конных ансамблей на более чем четырёх сотнях скакунов и 20 марширующих оркестров. Тема парада роз 2019 года называлась «Мелодия жизни», а гранд-маршалом парада выступила певица Чака Хан.

## История
Инициаторами проведения первого парад роз в 1890 году стали члены пасадинского частного клуба Valley Hunt Club. Среди них преобладали выходцы с Востока и Среднего Запада США, наслаждавшиеся мягким калифорнийским климатом. На заседании клуба натуралист Чарльз Фредерик Холдер заявил: «В Нью-Йорке люди погребены под снегом. У нас здесь цветы распускаются и на апельсиновых деревьях завязываются плоды. Давайте проведём фестиваль и расскажем всему миру о нашем райском уголке». Для первого парада роз клуб подготовил украшенные цветами конные экипажи, проводились матчи по поло, соревнования по бегу и перетягиванию каната. На мероприятии присутствовало около двух тысяч человек. Увидев представленное количество цветов, профессор Холдер предложил название «Турнир роз». Традиция, заложенная в 1890 году, не прерывалась никогда: ни в Великую депрессию, ни в мировые войны. Если 1 января приходится на воскресенье, то парад переносится на следующий за ним понедельник, 2 января. Это правило было введено в 1893 году, чтобы не мешать воскресным церковным службам.
К 1895 году парад роз обрёл уже такие масштабы, что Valley Hunt Club не справлялся, и ему в помощь была создана некоммерческая организация «Пасадинская ассоциация турниров роз». К параду 1900 года открытая площадка, на которой проводились турниры роз, была переименована в Tournament Park. В программу турнира роз добавились страусиные бега, объездка мустангов и даже забег верблюда и слона. Для зрителей по маршруту парада возводились трибуны и смотровые площадки; о турнире роз появились заметки в прессе на Восточном побережье США. Величественный ренессансный особняк Уильяма Ригли-младшего, создателя жевательной резинки Wrigley, после смерти его супруги в 1958 году был передан городу Пасадине и стал постоянной штаб-квартирой парада роз.
Первый футбольный матч в рамках турнира роз состоялся в 1902 году, он стал регулярным начиная с 1916 года, в 1922 году в Пасадине был построен стадион «Роуз Боул».